# Klubi Sportiv Teuta 2012-2013

## Rosa
| N. |                    | Ruolo | Calciatore                      |
| -- | ------------------ | ----- | ------------------------------- |
| 1  | Albania (bandiera) | P     | Bledjan Rizvani (vice-capitano) |
| 12 | Albania (bandiera) | P     | Sulejman Hoxha                  |
| 32 | Albania (bandiera) | P     | Elhan Kastrati                  |
| 2  | Albania (bandiera) | D     | Arjan Sheta (capitano)          |
| 3  | Albania (bandiera) | D     | Kristi Marku                    |
| 4  | Brasile (bandiera) | D     | Buiu                            |
| 6  | Albania (bandiera) | D     | Rexhep Memini                   |
| 19 | Albania (bandiera) | D     | Tefik Osmani                    |
| 20 | Albania (bandiera) | D     | Akil Jakupi                     |
| 26 | Albania (bandiera) | D     | Shaqir Stafa                    |
| 27 | Albania (bandiera) | D     | Artan Sakaj                     |
| 7  | Albania (bandiera) | C     | Ansi Nika                       |
| 8  | Albania (bandiera) | C     | Albi Dosti                      |

| N. |                               | Ruolo | Calciatore        |
| -- | ----------------------------- | ----- | ----------------- |
| 10 | Macedonia del Nord (bandiera) | C     | Flamur Tairi      |
| 14 | Albania (bandiera)            | C     | Altin Hoxha       |
| 18 | Albania (bandiera)            | C     | Arbër Çyrbja      |
| 21 | Albania (bandiera)            | C     | Bledar Mançaku    |
| 23 | Albania (bandiera)            | C     | Alfred Deliallisi |
| 28 | Albania (bandiera)            | C     | Emiliano Veliaj   |
| 29 | Albania (bandiera)            | C     | Renato Hyshmeri   |
| 30 | Albania (bandiera)            | C     | Bledar Hodo       |
| 9  | Albania (bandiera)            | A     | Ermir Rezi        |
| 13 | Albania (bandiera)            | A     | Leutrim Pajaziti  |
| 16 | Albania (bandiera)            | A     | Guido Tepshi      |
| 22 | Albania (bandiera)            | A     | Daniel Xhafaj     |
| 25 | Albania (bandiera)            | A     | Vedat Muriqi      |